# Hofanlage Badbergsweg 2
Die Hofanlage Badbergsweg 2 (Hof Bührmann) in Dötlingen stammt aus dem 18. und dem 19. Jahrhundert.
Aktuell (2023) wird sie wohl landwirtschaftlich genutzt.
Die Gebäude stehen unter Denkmalschutz (siehe auch Liste der Baudenkmale in Dötlingen).

## Beschreibung
Die Hofanlage unter Baumbestand besteht aus:
- dem eingeschossigen giebelständigen Wohn- und Wirtschaftsgebäude von 1825 (Inschrift über dem Tor) als Zweiständer-Hallenhaus in Fachwerk mit sichtbaren Steinausfachungen sowie mit reetgedecktem Krüppelwalmdach als Niedersachsengiebel mit Uhlenloch und mit Wohnanbau wohl aus den 1930er Jahren[2],
- der eingeschossigen giebelständigen nördlichen Remise aus der zweiten Hälfte des 19. Jahrhunderts als massiver Backsteinbau mit Satteldach, rechts Remise, links Schuppen[3],
- der eingeschossigen giebelständigen südlichen Stallscheune aus der zweiten Hälfte des 19. Jahrhunderts in Fachwerk mit sichtbaren Steinausfachungen sowie mit Satteldach, rechts Stall, links Scheune mit Querdurchfahrt sowie verbohlter Anbau mit Pultdach[4],
- dem eingeschossigen Speicher, im Kern aus der Mitte des 18. Jahrhunderts in Fachwerk mit Lehmstaken- und Steinausfachungen und erhaltenem Innengerüst; Nutzungen unter anderem als Schule, Wohnhaus und Atelier des Malers Karl Dehmann sowie Bankgebäude[5],
- und dem Hofpflaster aus Kopfsteinen.

Das Landesdenkmalamt befand: „… Hofanlage Badbergsweg 2 hat als Teil der Gruppe ‘Dorfkern Dötlingen’ geschichtliche und städtebauliche Bedeutung …“